# Моррис, Бенни
Бенни Моррис (ивр. בני מוריס‎; род.1948 год) — израильский историк. Профессор истории на факультете исследования Ближнего Востока в университете Негева (Беер-Шева). Моррис принадлежит к израильской группе историков, известных как «новые историки». Это направление в израильской историографии появилось в 80-х годах и известно тем, что занимается ревизионизмом новейшей израильской истории.
Основная специализация Морриса — проблема появления палестинских беженцев в 1948 году.

## Ранние годы
Моррис родился в киббуце Айн-хаХореш в семье британских евреев, иммигрировавших в Израиль. Его отец Яков Моррис был историком, поэтом, он состоял на дипломатической службе. Согласно The New Yorker, «Моррис вырос в левой первопоселенческой атмосфере». Состоял в молодёжном сионистском левом движении «Ха-шомер ха-цаир».
Детство Моррис провёл в Иерусалиме, куда после его рождения переехала семья из кибуца, а также в США, где его отец дважды в течение нескольких лет служил дипломатом. Моррис в равной степени свободно владеет английским и ивритом.
Находясь на военной службе, Морисс принимал участие в Шестидневной войне (служил десантником). В 1969 году он был ранен во время египетского обстрела в районе Суэцкого канала.
Демобилизовавшись, он продолжил своё обучение в Еврейском университете Иерусалима (специализация — история), а затем в Кембридже, где получил степень Ph.D., написав работу по теме англо-германских отношений.

## Профессиональная деятельность
После завершения образования Моррис в течение 12 лет работал корреспондентом израильской газеты Jerusalem Post. В 1982 году он писал репортажи с Ливанской войны, а также служил на этой войне в качестве резервиста в миномётном подразделение. Принимал участие в осаде Бейрута.
В 1986 году он снова служил на оккупированных Израилем территориях, но в 1988 году, во время первой интифады, он отказался проходить службу на Западном берегу реки Иордан, в результате чего был на три недели направлен в военную тюрьму.
Работая в качестве журналиста газеты Jerusalem Post, Моррис стал изучать материалы израильских архивов. Сперва его интересовала история Пальмаха, однако затем он посвятил основное своё внимание возникновению проблемы палестинских беженцев. Официальная израильская историография того времени объясняла исход беженцев в 1948 году главным образом бегством, вызванным страхом или тем, что арабское население получило от своих лидеров указание покинуть свои дома в преддверии арабского вторжения в Палестину в мае 1948 года. Изучая архивы, Морис нашёл доказательства тому, что силовые депортации на самом деле имели место. Случались и случаи убийства мирного населения. В 1988 году на основе этих исследований он издал книгу The Birth of the Palestinian Refugee Problem, 1947—1949 (Рождение проблемы палестинских беженцев, 1947-49).
После того как в 1988 году Моррис вышел из военной тюрьмы, он пустил в оборот термин «новые историки», в группу кроме Морриса входили Илан Паппе и Ави Шлаим. Все три этих историка жёстко критиковались израильтянами правых взглядов, их называли антисионистами, любителями арабов и сравнивали с отрицателями Холокоста.
В 1990 году Jerusalem Post была куплена канадским предпринимателем Конрадом Блэком, который, согласно Эндрю Брауну («Гардиан»), решил превратить газету в выразителя мнения партии Ликуд. Поэтому 30 журналистов, придерживающихся левой ориентации, и среди них Моррис, были уволены. В 90-х годах Моррис издал книги The Righteous Victims (Праведные жертвы) и Israel’s Secret Wars (Секретные войны Израиля). Последнюю книгу он писал вместе с Яном Блэком, корреспондентом газеты «Гардиан». Однако книги продавались плохо.
В 1996 году в одной из газет появилось сообщение, что Моррис собирается эмигрировать в США, чтобы найти там работу. Через день после этого сообщения Морриса пригласил к себе президент Израиля Эзер Вейцман. По словам Морриса, Вейцман хотел понять, является ли Моррис антисионистом, как его описывали его оппоненты, и является ли он хорошим историком. Вейцман пришёл к заключению, что Моррис «хороший сионист и хороший историк», и дал указание своему помощнику подыскать для Морриса работу. Вскоре Моррис получил место профессора истории в университете Бен-Гуриона в Беер-Шеве.

## Основные работы
The Birth of the Palestinian Refugee Problem, 1947—1949 (1988)
Рождение проблемы палестинских беженцев, 1947—1949.
Righteous VictimsA history of the Zionist-Arab Conflict, 1881—2001 (1999)
Праведные жертвы. История конфликта между сионистами и арабами, 1881—2001
Книга посвящена истории арабо-израильского конфликта. Она основана главным образом на вторичных источниках и представляет собой синтез работ, посвящённых различным предметам и периодам. По мнению Морриса, написание книги по этому обширному предмету на основании исключительно архивных источников — задача, непосильная для одного человека.

## Политические взгляды
Б. Моррис говорит, что всегда был сионистом:
- «Люди ошибаются, считая, что мое историческое исследование о рождении палестинской проблемы подрывает сионистское предприятие. Ерунда. Они не читали мою книгу с той же сухостью, с которой она была написана, с тем же моральным нейтралитетом. И поэтому пришли к выводу, что я осуждаю жестокости, совершённые сионистами в 48-м».

Моррис отождествляет себя с этими грехами, понимает их и считает, что часть из них была непредотвратима.
Он считает, что без изгнания 700 тысяч арабов невозможно было основать Еврейское государство.
- «Нужно было очистить тылы […] деревни, из которых стреляли по нашим автоколоннам и по нашим поселениям. Я ощущаю сочувствие по отношению к палестинцам, которые пережили ужасную трагедию. Но … в тот момент, когда Еврейский ишув был атакован палестинцами и сразу вслед за этим арабскими странами, не осталось другого выхода»[5].

Его работы были высоко оценены и цитируются арабскими источниками, но, по-видимому, его взгляды ужесточились в 2000 году, после того как палестинцы отвергли предложения Б. Клинтона на саммите в Кэмп-Дэвиде и начали интифаду Аль-Аксы:
- «Я всегда голосовал за Аводу, Мерец или „Шели“. А в 1988 отказался служить на территориях, за что оказался в тюрьме. Но у меня всегда были сомнения по поводу намерений палестинцев. Кэмп-Дэвидские события и все, что произошло потом, превратили сомнения в определённость. Когда палестинцы отвергли предложения Барака в июле, а предложения Клинтона в декабре 2000, я понял, что они не согласны на два государства. Они хотят заполучить все: Лод, Акко, Яффо»[5].

Моррис все ещё называет себя левым, но считает, что его поколение не увидит мир в Израиле.
- «То что я говорю, это не только реакция на 3-летний террор. Взрывы в автобусах и ресторанах действительно потрясли меня, но и помогли мне понять глубину ненависти по отношению к нам. Палестинская, арабская и мусульманская враждебность приводят нас к порогу разрушения. Я считаю, что теракты не являются изолированным действием, а выражают сокровенное желание палестинцев: чтобы то, что происходит с автобусами, произошло со всеми нами»[5].
- «Варвары, которые хотят лишить нас жизни — это люди, которых палестинское общество посылает на теракты, и, в какой-то мере, само общество. Сейчас это общество представляет собой серийного убийцу. Это общество очень больно… душевно. К нему надо отнестись как к серийному убийце. Палестинцев надо попытаться вылечить. Может быть, через годы после создания палестинского государства они вылечатся, но до того их надо содержать, как и серийного убийцу, чтобы не убивали нас»[5].

Он считает, что со стороны палестинцев соглашения в Осло были обманом:
- «Арафат не стал хуже. Он просто обманул нас. […] Он хочет вернуть нас в Европу, в море, по которому мы прибыли. […] Я уверен, что израильская разведка располагает данными, согласно которым во внутренних беседах Арафат всерьез говорит о поэтапном плане уничтожения Израиля»[5].

При «апокалиптических обстоятельствах», которые могут возникнуть «в ближайшие 5-10 лет», он даже допускает необходимость трансфера израильских арабов.
- «Если вокруг нас появится атомное оружие или, если начнется всеобщая арабская атака извне, с арабами в тылу, стреляющими по автоколоннам, изгнание будет допустимым и даже необходимым. Израильские арабы — это мина замедленного действия. Палестинизация превратила их во внутреннего врага. Это пятая колонна. И демографически и в смысле безопасности они могут взорвать страну изнутри. И снова будет угроза самому существованию Израиля, как в 48-м. В таком случае изгнание будет оправданным»[5].